# Літосфера

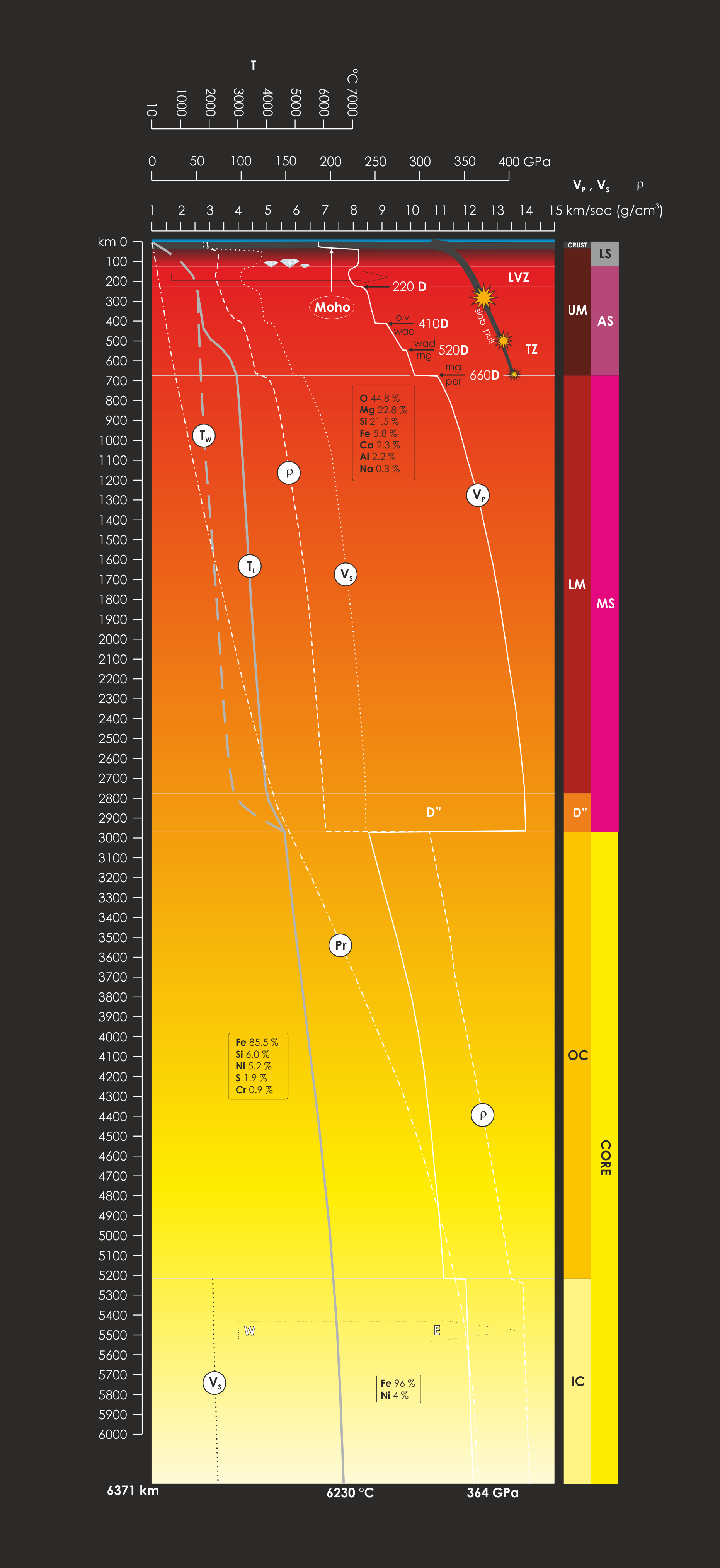
Діаграма глибинної будови Землі за геофізичними даними (швидкості поздовжніх та поперечних сейсмічних хвиль, розрахункова густина речовини, температура та тиск). Літосфера позначена буквами LS

Літосфе́ра (від дав.-гр. Λίθος — камінь і дав.-гр. σφαίρα — куля, сфера) — верхня тверда оболонка земної кулі. До її складу входять земна кора та субстрат (верхня частина мантії Землі).  

## Опис
Потужність літосфери під океанами сягає 5–100 км (мінімальна під серединно-океанічними хребтами, максимальна на периферії океанів), під континентами — 25–200 км і більше (мінімальна — під молодими гірськими утвореннями, вулканічними дугами і континентальними рифтовими зонами, максимальна — під щитами древніх платформ). Найбільша потужність літосфери спостерігається на найменш прогрітих, а найменша — на найбільш прогрітих ділянках. Найбільші структурні одиниці літосфери — літосферні плити, розміри яких у поперечнику становлять 1–10 тис. км.
У сучасну епоху літосфера розділена на 7 головних і декілька дрібніших плит. Межі плит є зонами максимальної тектонічної, сейсмічної і вулканічної активності. Рух літосферних плит і блоків, а також його можливі причини вивчаються геодинамікою.
Під континентами і океанами літосфера переходить в астеносферу, твердість і в'язкість речовини якої нижчі, ніж у літосфери. Разом з астеносферою літосфера утворює тектоносферу Землі, в якій відбуваються основні геологічні процеси. Нижній шар літосфери який не перебуває і не перебував під впливом живих організмів чи біогенних речовин називають абіосферою.
Для позначення зовнішньої оболонки літосфери вживався нині застарілий термін Сиаль, що походить від назви основних елементів гірських порід: Si (лат. Silicium — силіцій) та Al (лат. Aluminium — алюміній).
На Землі виділяють три сейсмічні пояси:
- Тихоокеанське вогняне кільце утворює майже замкнуте коло, що охоплює окраїни Тихого океану (370 діючих вулканів);
- Розгалужена система серединно-океанічних хребтів, що охоплює усі океани планети;
- Альпійсько-Гімалайський пояс охоплює Середземномор'я, гори Південної Азії та зливається з Вогняним кільцем у області Індонезійських морів та архіпелагів.

## Відповідність рельєфу та геології
Літосфера утворює рельєф земної поверхні. Найвища вершина — гора Джомолунгма у Гімалаях (8850 м), найнижча відмітка дна океану — Маріанська западина у Тихому океані (11 022 м). Середня висота материків 970 м, на них переважають рівнини та низькогір'я з висотою до 1000 м. Платформенні рівнини займають 64% площі материків. Середня глибина океанів становить 3 704 м, панують глибини від 3 000 до 6 000 м; на долю глибоководних западин та жолобів припадає лише близько 1,5% площі океану.
Основи літосферних плит складають платформи. Їх кристалічний фундамент у деяких місцях виходить із-під осадового чохла на поверхню та утворює щити або залягає поблизу неї у вигляді плити. У рельєфі щитам відповідають підвищення та плоскогір'я, плитам — низовини. У областях складчастості розташовуються складчасті та складчасто-брилові гори.
Найважливіші структурні частини океанічної кори — океанічні платформи та серединно-океанічні хребти (загальна довжина системи 80 тис. км), що зустрічаються в усіх океанах. Крім хребтів у Світовому океані відомо багато підвищень, або океанічних плато. Найбільше з них знаходиться в Атлантичному океані — Бермудське плато. Океанічні платформи у рельєфі відповідають хвилястим та плоским абісальним (глибоководним) рівнинам, які лежать на глибині 4,5-6,0 км та розділені бриловими горами (без слідів складчастості) на окремі котловини. Крім того, на дні океану відомі близько 10 тис. підводних гірських вершин. Підводні гори з плоскими вершинами називають гайотами. Серединно-океанічні хребти від океанічних платформ відрізняються високою сейсмічністю та неглибоким заляганням осередків землетрусів. Вони утворюються за рахунок підняття магми у рифтових зонах. У зонах субдукції розташовані острови з діючими вулканами, які різко переходять у глибоководні жолоби.

## Тектонічна розшарованість літосфери
Мобілістська модель розвитку тектонічних і магматичних процесів в літосфері, що базується на даних про вертикальні і латеральні структурні, речовинні, фізичні і геологічні неоднорідності верхніх геосфер. Неоднорідність при тектонічних імпульсах створює умови для горизонтальних зривів поверхневих або внутрішньолітосферних гірничих мас (літопластин), що переміщуються з різними швидкостями. Результатом такого переміщення є виникнення нових неоднорідностей і т. д. У геологічної історії земної кори такий процес фіксується змінами її структурного плану. Тим самим визначається відмінність Тектонічна розшарованість літосфери від початкових уявлень тектоніки плит, згідно з якими плити є жорсткими і геологічно однорідними тілами. Однією з поверхонь горизонтальних зривів є Мохоровичича поверхня, що розділяє земну кору і верхню мантію. Зриви і рухи літопластин відбуваються також на інших рівнях всередині літосфери, чому сприяє наявність в ній шарів зниженої в'язкості. Т.р.л. — результат диференційованого за швидкістю субгоризонтального руху розташованих на різних глибинах літосферних мас — літопластин.

## Мантійні ксеноліти
Геологи можуть безпосередньо вивчати природу підконтинентальної мантії, досліджуючи мантійні ксеноліти, які виносяться кімберлітами, лампроїтами та іншими вулканічними трубками. Історія цих ксенолітів досліджувалася багатьма методами, включаючи аналіз вмісту ізотопів осмію та ренію. Такі дослідження підтвердили, що мантійна літосфера під деякими кратонами зберігалася протягом періодів, що перевищують 3 мільярди років, незважаючи на мантійні потоки, які супроводжують тектоніку плит.

## Мікроорганізми
Верхня частина літосфери є великим середовищем існування мікроорганізмів, деякі з яких знаходять на глибині більше ніж 4,8 км  під поверхнею Землі.